# 陳張培倫
陳張培倫  ，原名張培倫，後變更姓氏為陳，具有布農族和外省人血統，布農族名Tunkan Tansikian，國立臺灣大學哲學研究所博士，曾任佛光大學哲學教授、國立東華大學原住民民族學院民族發展與社會工作教授、中華民國行政院原住民族基本法推動會委員、行政院原住民族委員會政務副主任委員。

## 觀點與主張
2012年10月29日、31日，聯合報分別刊登《技檢只補助原民生 一般生怨不公》、《原民生補助多 一般生嘆不同命》二篇報導，報導中，一般生向中華民國總統馬英九抗議種族差別待遇的不公平。陳張培倫針對這二篇文章，在台灣立報刊登《歷史彌補 非僅階級問題》一文給予回應。陳張培倫說：「目前原民生在教育資源分配上的各種待殊待遇，應視為大社會對於這群學生所屬族群曾遭受歷史傷害的彌補誠意之一。因之，就算某些原民生家庭經濟還算優渥，但他們仍屬受傷害族群成員，所以當然還是有資格同享那些特殊待遇。」，陳張培倫舉出一個例子說明為什麼原住民不排富的合理性，陳張培倫：「就像是若我們不小心損壞了他人的賓士車，不會因為車主富有，我們就宣稱沒有義務賠償」，因此政府給原住民的福利是一種漢族後代必須支付的賠償金，陳張培倫提到政府各項對原住民之優惠補助若設排富條款就是殖民同化思維餘毒，陳張培倫認為漢族存有原罪，所以必須繳稅支付原住民族的各項福利，陳張培倫也反對種族平等，陳張培倫說：「不分族群一律平等對待，實質上卻等於是在暗中助長前述殖民同化思維餘毒延續。」其主張反對族群一律平等對待，認為漢族給予台灣原住民族的各種優待是賠償金，台灣原住民族得到的政府金錢援助不可排富。陳張培倫提倡利用干擾政府正常運作的手段向政府勒索給其所屬特定種族獲取各項利益，堅決反對台灣原住民族的世襲特權進行排富。
2017年8月1日，陳張培倫表示，中華民國總統蔡英文把總統府原住民族歷史正義與轉型正義委員會當成任務編組，不走法制化路線，而且人治色彩太重，運作模式沒有明確法源依據，質疑蔡英文卸任後「下一任總統還會蕭規曹隨嗎」；台灣原住民族過去400年來遭受的殖民傷害「不可能在4年、8年處理完畢，這可能是10年、20年長期的大工程」，為了原住民族轉型正義的長久之計，蔡英文應該給原轉會一個明確的法源基礎。